# 서지현
서지현(徐志賢, 1973년 8월 13일 - )은 대한민국의 검사이다. 검찰 간부에게 2010년에 성추행을 당했다고 2018년에 공개적으로 주장하여 한국판 미투 운동을 촉발했다.

## 상세
1973년 광주광역시에서 출생하였다. 1992년 목포여자고등학교를 마쳤고 1996년 이화여자대학교 법학과를 나왔다. 그리고 졸업한 지 5년 뒤인 2001년, 제43회 사법시험에 합격하였다. 2004년에는 사법연수원을 33기로 수료하였다. 인천지방검찰청, 서울북부지검, 수원지검 여주지청을 거쳐 창원지검 통영지청 검사로 재직하고 있을 때인 2018년 1월 29일 검찰청 전용 웹사이트인 이프로스에 "나는 소망합니다"라는 제목으로 법무부 검찰국장이었던 안태근 전 검사에게 "2010년에 장례식장에서 성추행을 당했다"고 주장하는 내용의 글을 작성한 사실이 언론 보도를 통해 알려지면서 대한민국판 미투 운동을 불러일으킨 주인공이다.
2009년, 2012년 형사부, 과학수사 분야에서 법무부 장관 표창을 받았고 2012~2017년 12차례 형사부, 과학수사, 강력부 등에서 우수 사례로 선정되었으나, 안태근 검사가 법무부 검찰국 국장으로 부임한 후인 2015년 낮은 연차 검사들이 가는 통영지청으로 발령받은 인사상 불이익도 공개했다.
2018년 2월 1일 사법연수원 33기 225명, 동기 서지현 검사 지지 성명을 발표했다.
2018년 7월 13일 성남지청 부부장으로 승진했다.
2018년 시사IN 올해의 인물로 선정되었다.
2019년 1월 23일 폭로 1년 만에 서지현 검사에게 인사 불이익을 준 혐의를 받는 안태근 전 검사장에게 1심에서 징역 2년이 선고되고 법정 구속되었다. 판결 후 JTBC 뉴스룸에 출연하여 인터뷰하였다.
2019년 제31회 올해의 여성운동상을 수상했다.
2020년 1월 9일, 대법원이 안태근의 인사 보복 혐의를 무죄 취지로 파기환송한 것에 대해 서지현 측 서기호 변호사는 "도저히 납득하기 어렵다", "(대법원이) 직권남용의 범위를 지나치게 좁게 해석하여 (안 전 검사장에게) 면죄부를 준 것으로서 도저히 납득하기 어렵다"고 주장했다.

## 논란
2020년 7월 8일, 박원순 서울시장의 전직 여비서가 "박원순으로부터 2016년부터 최근까지 성추행 피해를 당했다"며 서울지방경찰청에 고소장을 접수했다. 7월 10일 밤 12시 1분 박원순은 서울특별시 종로구 삼청동 북악산 숙정문 인근에서 사망한 채로 발견되었다. 이에 따라 미투 운동을 촉발한 이후 여성인권 문제에 목소리를 내왔던 서지현 검사에 대한 입장 요구가 빗발쳤는데, 이 때 서지현이 박원순 서울시장의 성추행 의혹에 대해 애매한 입장을 보여 논란이 되었다.
2020년 7월 13일, 서지현은 자신의 페이스북을 통해 "저 역시 인권변호사로서 살아오신 고인(박원순)과 개인적 인연이 가볍지 않았다. 애통하신 모든 분들이 그렇듯 개인적 충격과 일종의 원망만으로도 견뎌내기 힘들었다", "한쪽에서는 함께 조문을 가자 하고, 한쪽에서는 함께 피해자를 만나자했다. 한쪽에서는 네 미투 때문에 사람이 죽었으니 책임지라 했고, 한쪽에서는 네 미투 때문에 피해자가 용기를 냈으니 책임지라 했다. 한 마디도 입을 뗄 수 없었다. 숨쉬기조차 쉽지 않았다"고 입장을 밝혔다.
2020년 7월 28일, 서지현은 자신의 페이스북을 통해 "평소 여성인권에 그 어떤 관심도 없던 이들이 뻔한 정치적 의도를 가지고 누구 편인지 입을 열라 강요하는 것에 응할 의사도 의무도 없었다", "가해가 사실로 밝혀질 경우 제가 가해자 편일 리가 없다"고 입장을 밝혔다.